# Bombus transversalis
Bombus transversalis là một loài Hymenoptera trong họ Apidae. Loài này được Olivier mô tả khoa học năm 1789.